# Tsikoane
Tsikoane ist ein Ort im Distrikt Leribe in Lesotho im südlichen Afrika.

## Geographie
Tsikoane liegt zwischen Hlotse und Maputsoe unweit der Grenze zwischen Lesotho und Südafrika, die hier durch den Caledon gebildet wird. Südlich ragt das Tsikoane Plateau aus Sandstein auf, das bis zu 1890 Meter über dem Meeresspiegel liegt.

## Wirtschaft und Infrastruktur
Tsikoane ist landwirtschaftlich orientiert. Es gibt eine seit den 1880er Jahren bestehende anglikanische Missionsstation. Der Ort liegt südlich der Fernstraße Main North One, auch A1, die von Maseru über Hlotse nach Butha-Buthe und Mokhotlong führt.

## Sonstiges
Der Ort ist bekannt für versteinerte Fußabdrücke eines Dinosauriers auf dem Tsikoane Plateau.

## Persönlichkeiten
- Moeketsi Majoro (* 1961), Politiker, geboren in Tsikoane